# Alivéri
Alivéri, en grec moderne : Αλιβέρι, est une petite ville du dème de Kými-Alivéri, sur l'île d'Eubée, en Grèce. Jusqu'en 2010 elle était le siège du dème de Taminéi.
Selon le recensement de 2011, la population d'Alivéri compte 4 827 habitants.